# 5ème Arrondissement (Porto-Novo)
Das 5ème Arrondissement ist ein Arrondissement im Departement Ouémé in Benin. Es ist eine Verwaltungseinheit, die der Gerichtsbarkeit der Kommune Porto-Novo untersteht, die ihrerseits ein Teil der beninischen Hauptstadt ist. Gemäß der Volkszählung von 2013 hatte das 5ème Arrondissement 81.747 Einwohner, davon waren 39.193 männlich und 42.554 weiblich.

## Geographie
Als Teil Porto-Novos liegt das Arrondissement im Süden des Landes und innerhalb der Stadtgrenzen im westlichen Teil westlich der Fernstraße RNIE1.
Das 5ème Arrondissement setzt sich aus 15 Stadtteilen zusammen:
1. Akonaboè
2. Djlado
3. Dowa
4. Dowa  Aliogbogo
5. Dowa  Dédomè
6. Houinvié
7. Louho
8. Ouando
9. Ouando Clékanmè
10. Ouando Kotin
11. Tokpota Dadjrougbé
12. Tokpota Davo
13. Tokpota Vèdo
14. Tokpota Zèbè
15. Tokpota Zinlivali